# Cannabidiol anormal

Estructura química del Cannabidiol anormal

El Cannabidiol anormal (abn-cbd) es un regioisómero sintético del cannabidiol. A diferencia de los demás cannabinoides produce vasodilatación, baja presión sanguínea, además de inducir al crecimiento celular y la activación en la microglía de la proteína quinasa activada por mitógenos. No produce efectos psicoactivos. Es agonista de los receptores cannabinoides huérfanos GPR55 y GPR18. 
Investigación adicional sugiere la existencia de receptores cannabinoides adicionales.